# Edelweiss (lied)

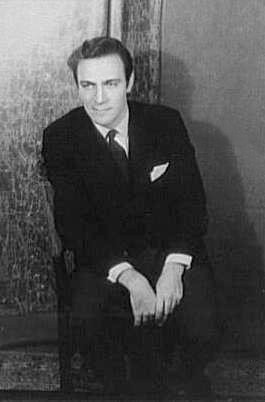
Christopher Plummer, wiens versie het lied wereldberoemd maakte

Edelweiss is een lied uit de musical The Sound of Music van de Amerikaanse componist Richard Rodgers, op tekst van Oscar Hammerstein II. Het lied geldt als het bekendste lied uit deze musical, die in 1965 dankzij de gelijknamige film wereldwijd een miljoenenpubliek trok.

## Plaats van het lied in de musical
Centraal in de musical staat het verhaal van de Oostenrijk-Hongaarse marinekapitein Georg von Trapp. Hij vocht in de Eerste Wereldoorlog, en werd voor zijn inspanningen aldaar hoog onderscheiden, maar hij verzet zich in de jaren dertig tegen een mogelijke aansluiting van Oostenrijk bij het Derde Rijk van Adolf Hitler. Dit verzet was uiteindelijk aanleiding voor von Trapp om, met zijn nieuwe vrouw Oostenrijk te verlaten. Edelweiss is in de musical het enige lied dat de kapitein min of meer solo zingt. Het lied gaat ogenschijnlijk over het plantje edelweiss, leontopodium alpinum, een witbloemig gewas dat onder meer hoog in de Oostenrijkse Alpen bloeit, maar bedoelt tegelijk - met zinnen als bless my homeland forever - de witte bloem van dat plantje te verheffen tot symbool voor het onafhankelijke Oostenrijk dat de kapitein voor ogen staat.

## Nachleben
In de Verenigde Staten is, na de enorme populariteit van de film, wel in brede kringen aangenomen dat Edelweiss zo niet het Oostenrijkse volkslied, dan toch ten minste een bekend Oostenrijks volksliedje is. In werkelijkheid is het niets anders dan een musicalcreatie, die overigens pas aan het stuk werd toegevoegd, na de eerste try-outs van de musical op Broadway. 